# Николаев, Сергей Васильевич
Серге́й Васи́льевич Никола́ев (род. 12 ноября 1966) — советский и российский легкоатлет, специалист по толканию ядра. Выступал за сборные СССР и России по лёгкой атлетике в конце 1980-х — середине 1990-х годов, бронзовый призёр Игр доброй воли, многократный победитель и призёр первенств национального значения, участник ряда крупных международных стартов. Представлял Санкт-Петербург. Мастер спорта международного класса.

## Биография
Сергей Николаев родился 12 ноября 1966 года.
Занимался лёгкой атлетикой в Санкт-Петербурге под руководством А. И. Горшкова.
Первого серьёзного успеха как спортсмен добился в сезоне 1989 года, когда на соревнованиях в Воронеже установил свой личный рекорд в толкании ядра на открытом стадионе — 21,35 метра, показав при этом шестой лучший результат в мире.
В 1990 году вошёл в состав советской национальной сборной и побывал на чемпионате Европы в Сплите, где с результатом 19,97 метра стал в финале седьмым.
В 1991 году на чемпионате страны в рамках X летней Спартакиады народов СССР выиграл бронзовую медаль в толкании ядра, тогда как на последовавшем чемпионате мира в Токио показал пятый результат.
На Кубке мира 1992 года в Гаване занял второе место в личном зачёте толкания ядра.
В 1993 году стал серебряным призёром на чемпионате России в Москве.
В 1994 году получил серебро на зимнем чемпионате России в Липецке и золото на летнем чемпионате России в Санкт-Петербурге. Также отметился выступлением на чемпионате Европы в Хельсинки и на домашних Играх доброй воли в Санкт-Петербурге — во втором случае завоевал бронзовую медаль.
В 1995 году добавил в послужной список бронзовую награду, полученную на чемпионате России в Москве.
На зимнем чемпионате России 1996 года в Москве вновь был бронзовым призёром.
В 1998 году взял бронзу на зимнем чемпионате России в Москве и выиграл летний чемпионат России в Москве.
На чемпионате России 1999 года в Туле стал серебряным призёром позади Сергея Ляхова, после чего принял решение завершить спортивную карьеру.
За выдающиеся спортивные достижения удостоен почётного звания «Мастер спорта международного класса».